# Proyecto Yellowstone

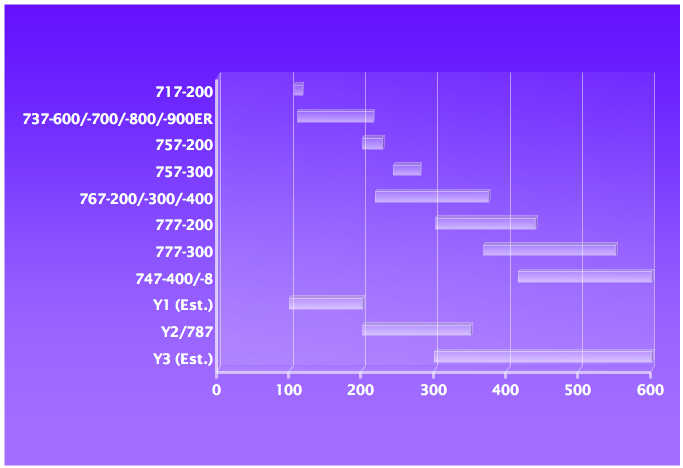
Capacidad de pasajeros de los aviones civiles Boeing actuales y futuros.

El Proyecto Yellowstone de Boeing es un proyecto para reemplazar totalmente su cartera de aeronaves civiles con nuevos aviones de tecnología avanzada. Las nuevas tecnologías que incluirán aeroestructuras de materiales compuestos, más sistemas eléctricos (en detrimento de los hidráulicos), motores más eficientes, etc. El término Yellowstone se refiere al proyecto y las nuevas tecnologías, mientras que Y1, Y2 y Y3 se refiere al avión en sí.
Yellowstone se divide en tres proyectos:
- Y1, para reemplazar los 717, 737 y 757-200. Y1 cubrirá el segmento de 100 a 200 pasajeros.
- Y2, para reemplazar los 757-300 y 767. También remplaza al 777-200. Y2, inicialmente denominado Sonic Cruiser se desarrolló como Boeing 787. Y2 cubre el segmento de 200 a 300 pasajeros.
- Y3, para reemplazar al 777-300 y 747. Y3 cubrirá el segmento de 300 pasajeros en adelante.